# Myrceugenia foveolata
Myrceugenia foveolata är en myrtenväxtart som först beskrevs av Otto Karl Berg, och fick sitt nu gällande namn av Marcos Sobral. Myrceugenia foveolata ingår i släktet Myrceugenia och familjen myrtenväxter. Inga underarter finns listade i Catalogue of Life.